# Граватал
Граватал (порт. Gravatal) — муниципалитет в Бразилии, входит в штат Санта-Катарина. Составная часть мезорегиона Юг штата Санта-Катарина. Находится в составе крупной городской агломерации Агломерация Тубаран. Входит в экономико-статистический микрорегион Тубаран. Население составляет 11 501 человек на 2024 год. Занимает площадь 168,42 км². Плотность населения — 68,3 чел./км².

## История
Город основан 20 декабря 1961 года.

## Статистика
- Валовой внутренний продукт на 2003 составляет 44.736.724,00 реалов (данные: Бразильский институт географии и статистики).
- Валовой внутренний продукт на душу населения на 2003 составляет 3.788,04 реалов (данные: Бразильский институт географии и статистики).
- Индекс развития человеческого потенциала на 2000 составляет 0,798 (данные: Программа развития ООН).